# Munna petronastes
Munna petronastes là một loài chân đều trong họ Munnidae. Loài này được Kensley miêu tả khoa học năm 1984.